# Cabana (Palas de Rey)
Cabana (llamada oficialmente Santiago de Cabana) es una parroquia y una entidad de población española del municipio de Palas de Rey, en la provincia de Lugo, Galicia.

## Organización territorial
La parroquia está formada por siete entidades de población, constando seis de ellas en el nomenclátor del Instituto Nacional de Estadística español:

### Entidades de población
Entidades de población que forman parte de la parroquia:
- Cabana
- Fonte Grande
- Outeiro
- Pereirón
- Podence
- Recachiña

### Despoblado
Despoblado que forma parte de la parroquia:
- A Eirexe

## Demografía
La entidad de población de  Cabana no consta ni en las bases de datos del INE ni en las del IGE por lo que se desconocen los datos demográficos de la misma.

### Parroquia
| Gráfica de evolución demográfica de Cabana (parroquia) entre 2000 y 2020 |
|                                                                          |
| Datos según el nomenclátor publicado por el INE.                         |